# Babett Ikker
Babett Ikker (* 1982/1983 in Potsdam) ist eine ehemalige deutsche Kinderdarstellerin, die als Hauptdarstellerin in einem DEFA-Kinderfilm bekannt wurde.

## Leben
Ikker wurde 1992 aus rund 800 Kindern von Regisseur Rolf Losansky ausgewählt, um die Hauptrolle im Kinderfilm Zirri – Das Wolkenschaf zu spielen. Im Film stellte sie die elfjährige Christine, genannt „Schiene“, dar, die die Ferien bei ihrer Oma auf dem Dorf verbringt und dort ein Wolkenschaf findet, das vom Himmel gestoßen wurde. Zusammen mit ihren Freunden setzt sie alles daran, das Schaf zurück in den Himmel zu bringen. Der Film, der auf einem Kinderbuch von Fred Rodrian beruht, erhielt verschiedene internationale Preise. Die Darsteller des Films wurden von der Kritik als „überdreht und überflüssig“ kritisiert – „bis auf die Rolle des Mädchens [Schiene], die die kleine Darstellerin angenehm unangestrengt und ansprechend ausfüllt“.
Ikker legte später ihr Abitur ab und ließ sich zur Zahntechnikerin ausbilden. Im Jahr 2011 arbeitete sie als Meisterschülerin in einem Dentallabor in Potsdam.

## Filmografie
- 1993: Zirri – Das Wolkenschaf
- 1996: Friedrich und der verzauberte Einbrecher